# لینینایا
لینینایا (به لاتین: Lineynaya) یک منطقهٔ مسکونی در روسیه است که در استان آستراخان واقع شده‌است.